# Маргарита фон Бабенберг
Маргарита фон Бабенберг (нем. Margarete von Babenberg, ок. 1204 — 29 октября 1266) — королева Германии в 1225—1235 годах, герцогиня Австрийская в 1252—1260 годах, королева Чехии в 1253—1260 годах.

## Биография
Маргарита была дочерью австрийского герцога Леопольда VI и Феодоры Ангелины (принадлежавшей к правящей семье Византии).
29 ноября 1225 года она вышла замуж за германского короля Генриха VII, сына императора Фридриха II. На момент свадьбы Маргарите был 21 год, в то время как Генриху — 14.
Вступив брак против своей воли, Генрих открыто пренебрегал женой, а после смерти тестя, так и не выплатившего условленного приданого, стал добиваться развода. В 1235 году Генрих восстал против отца, но проиграл, был лишён трона и помещён под стражу. Считается, что 12 февраля 1242 года во время переезда из Никастро в Мартирано Генрих умер вследствие неудачного падения с лошади. Маргарита в это время жила в уединении в Вюрцбурге.
В 1246 году в сражении на реке Лейта погиб брат Маргариты, австрийский герцог Фридрих II, последний представитель династии Бабенбергов, что вызвало спор о наследстве. Основными претендентами на герцогства Австрия и Штирия являлись два человека: муж Маргариты (будучи старшей сестрой покойного герцога, она являлась ближайшим кровным родственником), и муж её племянницы Гертруды, герцогини Мёдлингской, претендовавшей на право первородства (она была дочерью старшего брата покойного герцога).
Чешский король Вацлав I хотел приобрести контроль над бесхозными герцогствами, женив на Гертруде своего старшего сына и наследника Владислава. Они были провозглашены герцогом и герцогиней Австрийскими, однако Владислав умер в следующем 1247 году. Следующим герцогом Австрии стал второй муж Гертруды — Герман, который умер в 1250 году, вновь оставив Австрию без правителя.
В 1251 году чешский королевич Пржемысл Отакар II, другой сын Вацлава I, вступив с чешским войском в Австрию, вынудил избрать себя герцогом. Австрийское дворянство согласилось отдать власть Пржемыслу Отакару II, но поставило условие: он должен был жениться на одной из наследниц Бабенбергской династии. Пржемысл отказался заключать брак с вдовой своего брата, и предпочёл жениться на Маргарите. Свадьба состоялась 11 февраля 1252 года в Хайнбурге-на-Дунае, невеста была на 29 лет старше жениха. По договору с Белой IV Венгерским в том же 1252 году Даниил Галицкий женил сына Романа на Гертруде Бабенберг. Молодые поселились в замке Гимберг южнее Вены. Роман тоже стал претендовать на австрийский престол, тогда 6 мая 1252 года папа Иннокентий IV, который до этого несколько раз менял своё мнение то в пользу Гертруды, то в пользу Маргариты, подтвердил законность перехода Австрии к Пржемыслу Отакару II как к мужу ближайшей кровной родственницы Фридриха II. Роман был осажден в Гимберге и был вынужден бежать на родину, а его брак с Гертрудой был расторгнут.
Год спустя, 23 сентября 1253 года, скончался Вацлав I, и Пржемысл Отакар II стал королём Чехии, а Маргарита — королевой. Однако к тому времени уже было ясно, что 50-летняя Маргарита является бесплодной. Пржемысл Отакар II попытался получить у Папы признание наследником своего незаконного сына, но папа отказал в этом, и в 1261 году король объявил о расторжении брака с Маргаритой. Разведённая королева уехала в Крумау-ам-Камп, а Пржемысл Отакар II удержал за собой и Чехию, и Австрию, и Штирию.
Перед смертью Маргарита завещала, чтобы её останки покоились в монастыре Лилиенфельд. Маргарита скончалась 29 октября 1266 года.